# Szabadegyháza
Szabadegyháza is een plaats (község) en gemeente in het Hongaarse comitaat Fejér. Szabadegyháza telt 2236 inwoners (2006).